# Pascal Siakam
Pour les articles homonymes, voir Pascal.
Pascal Siakam, né le 2 avril 1994 à Douala au Cameroun, est un joueur camerounais de basket-ball. Il évolue au poste d'ailier fort dans la franchise de la NBA des Pacers de l'Indiana.

## Biographie
Pascal Siakam est né à Douala au Cameroun où il grandit dans une famille catholique pratiquante qui lui prédit un avenir de prêtre. À onze ans, son père, salarié d’une société de transport locale et maire de Makénéné, le fait entrer au séminaire Saint André à Bafia. Il y brille durant quelques années, mais perd sa vocation et décide à quinze ans de changer d’orientation. Il obtient tout de même son diplôme avant de quitter l’institution.
Contrairement à ses trois frères ainés qui ont tous obtenu des bourses d'études dans des universités de première division de la NCAA, Pascal Siakam ne s’intéresse que de loin au basketball. Il participe tout de même une première fois, en 2011, au camp de basketball de Luc Mbah a Moute, alors joueur des Bucks de Milwaukee. Ce dernier l'a repéré, car la maison de ses parents est à quelques kilomètres de Saint André. Pascal Siakam retourne au camp l'année suivante et reçoit une invitation pour participer au camp Basketball sans frontières (Basketball Without Borders) organisé par la NBA et la FIBA à Johannesbourg en Afrique du Sud. Il attire une nouvelle fois l'attention, par ses qualités athlétiques et son niveau d'énergie extrêmement élevé. Masai Ujiri, le président des Raptors qui participe au camp déclare plus tard que « son effort était mémorable ».
Avec Mbah a Moute comme mentor, Pascal Siakam s’envole pour les États-Unis à 16 ans.
Il est le cousin du handballeur Erwan Siakam-Kadji, qui évolue en Lidl Starligue dans le club de Tremblay-en-France.

### Carrière universitaire
Pascal Siakam passe deux années universitaires à l'université d'État du Nouveau Mexique où il joue pour les Aggies entre 2014 et 2016.
Le 19 avril 2016, il annonce sa participation à la draft 2016 de la NBA.

### Carrière professionnelle

#### Raptors de Toronto (2016-2024)
Le 23 juin 2016, Siakam est sélectionné par les Raptors de Toronto à la 27e position de la draft 2016 de la NBA. Le 9 juillet, il signe son contrat rookie avec les Raptors. Puis, il participe à une rencontre de la NBA Summer League 2016 de Las Vegas où il marque 12 points et prend 2 rebonds en 15,2 minutes.
Le 30 mai 2019, il finit meilleur marqueur des Raptors avec 32 points, lors du premier match des Finales NBA 2019 qui oppose son équipe avec les Warriors de Golden State.
Le 13 juin 2019, il devient avec son équipe les Raptors de Toronto, champion de la NBA, amenant pour la première fois de l'histoire, le trophée Larry O'Brien au Canada. Il devient le troisième joueur africain titré après Hakeem Olajuwon avec les Rockets de Houston en 1994 et 1995, et Festus Ezeli avec les Warriors en 2015, le tout au sein d'une équipe dirigée par Masai Ujiri premier africain et premier non-américain à ses fonctions de manager à être couronné dans la grande ligue de basket américaine. Siakam déclare en conférence de presse : 
«Quand j’étais enfant, je ne pouvais pas rêver que je pourrais un jour vivre ça, et je pense que beaucoup d’enfants se disent la même chose, mais je leur dis : Regardez-moi, j’étais un petit gamin décharné du Cameroun et maintenant je suis champion».
Le 25 juin, il reçoit le titre du Most Improved Player (joueur s’étant le plus amélioré) de la NBA, en devançant largement au vote D'Angelo Russell des Nets de Brooklyn. Il est le premier joueur des Raptors et le premier Africain à recevoir ce trophée qu'il dédie aux enfants d'Afrique.
Le 19 octobre 2019, avant le début de la saison NBA 2019-2020, il prolonge son contrat pour 130 millions de dollars sur quatre ans avec Toronto.
Le 9 novembre 2019, il égale son record de points en carrière en inscrivant 44 points lors de la victoire de son équipe contre les Pelicans de La Nouvelle-Orléans 122 à 104.

#### Pacers de l'Indiana (depuis 2024)
Le 17 janvier 2024, il est transféré aux Pacers de l'Indiana contre Bruce Brown, Jordan Nwora, Kira Lewis Jr. et trois premiers tours de draft dans un transfert incluant les Raptors, les Pacers et les Pelicans.
Agent libre pendant l'été 2024, il décide de prolonger avec les Pacers pour 189 millions sur quatre ans.
Le 17 novembre 2024, il dépasse les 10 000 points en carrière.
Lors des playoffs 2025, il est déigné meilleur joueur de la finale de conférence Est remportée 4 matchs à 2 face aux Knicks de New York.

## Palmarès

### En club
- Champion NBA en 2019 avec les Toronto Raptors
- Champion de Conférence Est en 2019 avec les Toronto Raptors et en 2025 avec les Indiana Pacers.
- Champion de la Division Atlantique : 2018 et 2019 avec les Toronto Raptors.
- Champion de NBA Gatorade League en 2017 avec les Raptors 905.

### Distinctions personnelles
- MVP des Finales de la Conférence Est en 2025[12].
- NBA Most Improved Player en 2019.
- All-NBA Second Team en 2020.
- All-NBA Third Team en 2022.
- 3 sélections au All-Star Game en 2020, 2023 et en 2025.
- MVP des Finales 2017 de la NBA Gatorade League avec les Raptors 905.
- AP Honorable Mention All-American en 2016.
- Joueur de l'année de la Western Athletic Conference en 2016.
- Freshman de l'année de la Western Athletic Conference en 2015.
- Avec Kyrie Irving, joueur ayant joué le plus de minutes en moyenne en 2023 (37’4)

## Statistiques

### Universitaires
Les statistiques en matchs universitaires de Pascal Siakam sont les suivantes :
| Saison    | Équipe           | Matchs | Titul. | Min./m | % Tir | % 3pts | % LF | Rbds/m. | Pass/m. | Int/m. | Ctr/m. | Pts/m. |
| --------- | ---------------- | ------ | ------ | ------ | ----- | ------ | ---- | ------- | ------- | ------ | ------ | ------ |
| 2014-2015 | New Mexico State | 34     | 27     | 30,8   | 57,2  | 0,0    | 75,9 | 7,71    | 1,32    | 0,82   | 1,79   | 12,82  |
| 2015-2016 | New Mexico State | 34     | 34     | 34,6   | 53,8  | 20,0   | 67,8 | 11,62   | 1,68    | 1,00   | 2,21   | 20,24  |
| Total     | Total            | 68     | 61     | 32,7   | 55,1  | 17,6   | 71,1 | 9,66    | 1,50    | 0,91   | 2,00   | 16,53  |

### Professionnelles

#### Saison régulière
| Champion NBA | Meilleure progression de l'année | Leader de la ligue |

| Saison        | Équipe        | Matchs | Titul. | Min./m | % Tir | % 3pts | % LF | Rbds/m. | Pass/m. | Int/m. | Ctr/m. | Pts/m. |
| ------------- | ------------- | ------ | ------ | ------ | ----- | ------ | ---- | ------- | ------- | ------ | ------ | ------ |
| 2016-2017     | Toronto       | 55     | 38     | 15,6   | 50,2  | 14,3   | 68,8 | 3,36    | 0,31    | 0,47   | 0,82   | 4,16   |
| 2017-2018     | Toronto       | 81     | 5      | 20,7   | 50,8  | 22,0   | 62,1 | 4,49    | 1,96    | 0,77   | 0,52   | 7,27   |
| 2018-2019     | Toronto       | 80     | 79     | 31,8   | 54,9  | 36,9   | 78,5 | 6,86    | 3,10    | 0,91   | 0,65   | 16,93  |
| 2019-2020     | Toronto       | 60     | 60     | 35,2   | 45,3  | 35,9   | 79,2 | 7,32    | 3,45    | 1,02   | 0,88   | 22,85  |
| 2020-2021     | Toronto       | 56     | 56     | 35,8   | 45,5  | 29,7   | 82,7 | 7,23    | 4,46    | 1,14   | 0,66   | 21,36  |
| 2021-2022     | Toronto       | 68     | 68     | 37,9   | 49,4  | 34,4   | 74,9 | 8,53    | 5,29    | 1,25   | 0,62   | 22,81  |
| 2022-2023     | Toronto       | 71     | 71     | 37,4   | 48,0  | 32,4   | 77,4 | 7,83    | 5,85    | 0,92   | 0,51   | 24,23  |
| 2023-2024     | Toronto       | 39     | 39     | 34,7   | 52,2  | 31,7   | 75,8 | 6,31    | 4,87    | 0,82   | 0,26   | 22,18  |
| 2023-2024     | Indiana       | 41     | 41     | 31,8   | 54,9  | 38,6   | 69,9 | 7,78    | 3,71    | 0,76   | 0,37   | 21,27  |
| 2024-2025     | Indiana       | 78     | 78     | 32,7   | 51,9  | 38,9   | 73,4 | 6,92    | 3,37    | 0,90   | 0,54   | 20,23  |
| Carrière      | Carrière      | 629    | 535    | 31,2   | 49,9  | 33,9   | 76,3 | 6,65    | 3,59    | 0,90   | 0,59   | 18,00  |
| All-Star Game | All-Star Game | 2      | 1      | 16,3   | 72,2  | 0,0    | 50,0 | 6,50    | 2,00    | 0,50   | 0,00   | 13,50  |

Dernière mise à jour le 12 mai 2025

#### Playoffs
| Saison   | Équipe   | Matchs | Titul. | Min./m | % Tir | % 3pts | % LF | Rbds/m. | Pass/m. | Int/m. | Ctr/m. | Pts/m. |
| -------- | -------- | ------ | ------ | ------ | ----- | ------ | ---- | ------- | ------- | ------ | ------ | ------ |
| 2017     | Toronto  | 2      | 0      | 5,0    | 0,0   | 0,0    | 0,0  | 1,50    | 0,50    | 0,50   | 0,00   | 0,00   |
| 2018     | Toronto  | 10     | 0      | 17,9   | 61,0  | 75,0   | 65,0 | 3,60    | 0,80    | 0,10   | 0,60   | 6,60   |
| 2019     | Toronto  | 24     | 24     | 37,1   | 47,0  | 27,9   | 75,9 | 7,08    | 2,75    | 1,04   | 0,71   | 18,96  |
| 2020     | Toronto  | 11     | 11     | 38,0   | 39,6  | 18,9   | 71,7 | 7,55    | 3,82    | 1,09   | 0,36   | 17,00  |
| 2022     | Toronto  | 6      | 6      | 43,4   | 47,7  | 23,5   | 86,1 | 7,17    | 5,83    | 1,17   | 1,00   | 22,83  |
| 2024     | Indiana  | 17     | 17     | 35,4   | 54,1  | 29,8   | 61,9 | 7,53    | 3,76    | 0,76   | 0,41   | 21,59  |
| Carrière | Carrière | 70     | 58     | 33,2   | 45,9  | 25,8   | 75,7 | 6,61    | 3,09    | 0,84   | 0,57   | 17,31  |

Dernière mise à jour le 23 juin 2024

## Records sur une rencontre en NBA
Les records personnels de Pascal Siakam en NBA sont les suivants, :
| Record de la franchise |

| Type de statistique        | Saison régulière | Saison régulière     | Saison régulière | Playoffs | Playoffs              | Playoffs          |
| Type de statistique        | Record           | Adversaire           | Date             | Record   | Adversaire            | Date              |
| -------------------------- | ---------------- | -------------------- | ---------------- | -------- | --------------------- | ----------------- |
| Points                     | 52               | @ Knicks de New York | 21 décembre 2022 | 39       | @ Knicks de New York  | 23 mai 2025       |
| Paniers marqués            | 17               | 3 fois               | 3 fois           | 15       | @ Knicks de New York  | 23 mai 2025       |
| Paniers tentés             | 29               | Celtics de Boston    | 28 mars 2022     | 25       | 2 fois                | 2 fois            |
| Paniers à 3 points réussis | 8                | @ Heat de Miami      | 28 février 2025  | 3        | 7 fois                | 7 fois            |
| Paniers à 3 points tentés  | 11               | 3 fois               | 3 fois           | 13       | @ Celtics de Boston   | 5 septembre 2020  |
| Lancers francs réussis     | 16               | @ Knicks de New York | 21 décembre 2022 | 13       | 76ers de Philadelphie | 23 avril 2022     |
| Lancers francs tentés      | 18               | @ Knicks de New York | 21 décembre 2022 | 15       | 76ers de Philadelphie | 23 avril 2022     |
| Rebonds offensifs          | 7                | 2 fois               | 2 fois           | 5        | 2 fois                | 2 fois            |
| Rebonds défensifs          | 15               | 2 fois               | 2 fois           | 10       | 4 fois                | 4 fois            |
| Rebonds totaux             | 19               | 2 fois               | 2 fois           | 13       | 2 fois                | 2 fois            |
| Passes décisives           | 13               | 2 fois               | 2 fois           | 10       | @ Nets de Brooklyn    | 23 août 2020      |
| Interceptions              | 5                | 2 fois               | 2 fois           | 4        | 76ers de Philadelphie | 29 avril 2019     |
| Contres                    | 4                | 5 fois               | 5 fois           | 3        | 3 fois                | 3 fois            |
| Balles perdues             | 7                | 2 fois               | 2 fois           | 5        | Celtics de Boston     | 11 septembre 2020 |
| Minutes jouées             | 57               | @ Heat de Miami      | 29 janvier 2022  | 54       | @ Celtics de Boston   | 9 septembre 2020  |

- Double-double : 141 (dont 18 en playoffs)
- Triple-double : 6

Dernière mise à jour : 19 juin 2025

## Salaires
| Année       | Équipe      | Salaire       |
| ----------- | ----------- | ------------- |
| 2016-2017   | Toronto     | 1 196 040 $   |
| 2017-2018   | Toronto     | 1 312 611 $   |
| 2018-2019   | Toronto     | 1 544 951 $   |
| 2019-2020   | Toronto     | 2 351 839 $   |
| 2020-2021   | Toronto     | 30 559 200 $  |
| 2021-2022   | Toronto     | 33 003 936 $  |
| 2022-2023   | Toronto     | 35 448 672 $  |
| 2023-2024   | Indiana     | 37 893 408 $  |
| Total Gains | Total Gains | 143 310 657 $ |
| 2024-2025   | Indiana     | 42 176 400 $  |
| 2025-2026   | Indiana     | 45 550 512 $  |
| 2026-2027   | Indiana     | 48 924 624 $  |
| 2027-2028   | Indiana     | 52 298 736 $  |